# Cadence of Hyrule
Cadence of Hyrule (sous-titré Crypt of the NecroDancer feat. The Legend of Zelda) est un jeu vidéo rogue-like de rythme développé par Brace Yourself Games et édité par Nintendo dans le monde et Spike Chunsoft au Japon. Il sort le 13 juin 2019 sur Nintendo Switch partout dans le monde. Il s'agit d'un crossover entre le jeu Crypt of the NecroDancer et la série The Legend of Zelda, combinant le gameplay du premier et l'univers du deuxième, et le deuxième jeu dérivé de la franchise à sortir sur Nintendo Switch.
Le jeu retrace l'aventure de Cadence, jeune fille aventurière et héroïne du jeu Crypt of the NecroDancer, qui est transportée magiquement au royaume d'Hyrule. Assistée des héros de The Legend of Zelda Link et Zelda, elle cherche à libérer le roi d'Hyrule, prisonnier d'un sommeil éternel infligé par le sorcier musical Octavo. En parallèle, elle cherche également à retourner dans son monde d'origine.
Cadence of Hyrule est l'un des rares opus de la saga à ne pas avoir été réalisé en interne. En effet, pour cet épisode dérivé, c'est le studio canadien Brace Yourself Games, basé à Vancouver, qui est derrière la réalisation du titre, en collaboration avec Danny Baranowsky. Le studio souhaitait rendre hommage à la musique de la franchise Zelda dans un contenu téléchargeable de leur premier titre, Crypt of the NecroDancer, avant que Nintendo, emballé par l'idée, ne propose un titre à part entière, mettant à l'honneur la musique de la franchise. La musique et les instruments sont ainsi mis au premier plan, après avoir déjà été intégré dans le système de jeu de précédents opus.
Le jeu est très bien accueilli par la presse spécialisée, qui fait notamment la part belle à la direction artistique, autant sur l'aspect visuel du royaume d'Hyrule que sur la bande-son, mais également au concept global, jugé très efficace. Les critiques insistent sur la qualité des différents morceaux proposés par le titre, réorchestrés par Danny Baranowsky. À la suite de son succès, différents contenus additionnels sont proposés aux joueurs, certains payants, d'autres non, mettant en avant d'autres personnages des deux franchises.

## Trame

### Univers
L'intrigue de Cadence of Hyrule se déroule dans l'univers médiéval-fantastique du royaume d'Hyrule, une contrée fictive peuplée d'Hyliens, des humanoïdes avec des oreilles pointues. Sa géographie offre une grande variété de paysages, comme des montagnes rocailleuses, des marécages lugubres, des forêts denses ou des régions de grands lacs. Ce spin-off ne s'inscrit donc pas dans le canon officiel de la franchise The Legend of Zelda, même si le joueur parcourt le royaume d'Hyrule,. Chacun d'entre eux se déroule ainsi dans un lieu-clef de l'univers de la franchise, comme le château d'Hyrule, lieu du pouvoir du royaume, les Bois perdus, le village Cocorico ou la vallée Gerudo,.

### Personnages
| Jeune homme blond avec une tunique verte, portant une épée.               |  | Femme à longs cheveux bruns dans une robe blanche et violette. |
| Cosplay des deux personnages principaux, Link à gauche et Zelda à droite. |  |                                                                |

Le joueur peut choisir d'incarner Link, qui reprend les caractéristiques physiques principales des opus classiques de la saga, comme The Legend of Zelda: A Link to the Past ou The Legend of Zelda: The Minish Cap,,,. Grâce à son design proche de celui d'un dessin animé, cette apparence permet de mettre l'accent sur les émotions ressenties par Link. Il garde néanmoins des caractéristiques communes à ses incarnations précédentes, inspiré d'un elfe et reprenant les traits de Peter Pan, ainsi que la couleur verte de sa tunique,. Dans cet opus, il est un chevalier au service de la princesse Zelda.
Le joueur peut aussi choisir d'incarner la princesse Zelda dans cet opus. Cette dernière vit au château avec son père, le roi d'Hyrule.
Si le joueur peut choisir de jouer les deux personnages,, ces derniers présentent de légères différences dans leur maniement,. En effet, Zelda possède un champ de force magique la protégeant des coups, ainsi qu'une attaque de feu à distance, tandis que Link a accès à un bouclier et une attaque de zone à courte distance,.
Plus tard dans l'aventure, le joueur peut également décider d'incarner Cadence, une jeune femme blonde exploratrice et chasseuse de trésors, transportée magiquement dans le royaume d'Hyrule,. Elle utilise principalement une pelle pour ses différentes attaques et compétences spéciales,.
L'antagoniste principal de cet opus est Octavo, un mage musical maléfique qui jette un mauvais sort sur le royaume d'Hyrule,. Si ses objectifs sont flous,, il s'entoure de plusieurs créatures magiques pour faire exercer sa volonté sur le royaume. Octavo devient un personnage jouable dans un contenu additionnel téléchargeable gratuit mis à disposition des joueurs en décembre 2019, qui explore les motivations derrière sa conquête,.

### Histoire
Dans le royaume d'Hyrule, un homme mystérieux appelé Octavo utilise un luth magique pour faire sombrer les habitants du royaume dans un sommeil magique. Il utilise ensuite le pouvoir de la Triforce pour augmenter ses pouvoirs et sceller le château derrière une barrière magique,. Cadence, une exploratrice et aventurière, est mystérieusement transportée dans le royaume d'Hyrule, et parvient à réveiller Zelda et Link, respectivement princesse et héros du royaume,. Pendant que Cadence quitte les hyliens pour tenter de rejoindre son monde d'origine, ces derniers affrontent les champions d'Octavo, chacun possédant un instrument magique nécessaire pour briser le sceau isolant le château.
Link et Zelda sont ensuite rejoints par Cadence, qui a découvert que le seul moyen de retourner chez elle est d'utiliser les pouvoirs du luth magique. Ils s'associent pour vaincre Octavo, qui révèle que ses champions avaient pour but de vaincre le démon Ganon, dont la venue dévastatrice est annoncée. Les héros sont ensuite envoyés dans le futur par Octavo, pour vaincre Ganon à la place de ses champions. Link, Zelda et Cadence y parviennent, et utilisent le pouvoir du luth magique pour renvoyer Cadence dans son monde d'origine,.

## Système de jeu

### Généralités et reprise du concept deCrypt of the NecroDancer
Cadence of Hyrule est un rogue-like en vue de dessus et en deux dimensions,. Le jeu reprend le gameplay de Crypt of the NecroDancer et se déroule dans l'univers de The Legend of Zelda. Le joueur peut incarner Link ou Zelda,. À la manière de Crypt of the NecroDancer, le joueur déplace son personnage avec le pad directionnel, et ne peut se déplacer ou attaquer des ennemis qu'en rythme avec la musique,,. Si le joueur parvient à rester synchronisé avec la cadence de la musique extradiégétique, il est récompensé par plusieurs multiplicateurs de points et autres bonus. Inversement, s'il échoue à suivre le rythme, le joueur est pénalisé et perd des points de vie, symbolisés par des cœurs. Un indicateur visuel permet au joueur de mieux synchroniser ses mouvements au rythme de la musique. Malgré l'omniprésence de cette spécifité de gameplay, il est possible pour le joueur de la désactiver. Le tempo de la musique sera alors fixé, et n'imposera pas au joueur de suivre une musique au rythme changeant. Chaque ennemi se déplace alors en même temps que le joueur, et pas aux battements de mesure de la musique.
Si le joueur n'a plus de cœur, il perd la partie, et perd la majorité des ressources qu'il a récolté, à l'exception des diamants, une monnaie spéciale, et les objets clés du jeu, comme l'arc ou les bombes,. Différents modes de difficultés sont proposés au joueur, dont un mode où la mort du joueur est permanente, où chaque game over est associée à un redémarrage complet de la partie. Les diamants, obtenus en vainquant des boss, permettent au joueur d'acquérir de l'équipement plus puissant ou plus de points de vie.
Pour vaincre les différents monstres sur son chemin, le joueur doit également attaquer en rythme. Les monstres attaquent avec divers motifs, que le joueur doit apprendre pour les éviter. Une fois tous les ennemis vaincus dans une salle, le joueur n'est plus limité par le rythme de la musique pour progresser.
Le joueur peut se déplacer plus rapidement d'un lieu à l'autre en utilisant un instrument spécial, caché dans les caves du village Cocorico. La plupart des objets que le joueur peut utiliser ont une durabilité limitée, et se brisent après plusieurs utilisations.
Un mode coopératif est disponible, permettant à deux joueurs de jouer simultanément en local,.

### Ajouts d'éléments de la franchise Zelda

Différents rubis, monnaie de la franchise Zelda, nouveauté apportée à Cadence of Hyrule.

Dans Cadence of Hyrule, similairement à Crypt of the NecroDancer, la carte du monde est générée aléatoirement de manière procédurale. Le joueur explore une carte du royaume d'Hyrule, générée en début de partie, mais conservant certains lieux clés fixes. Il traverse alors plusieurs lieux-clés de la franchise Zelda, comme les Bois Perdus ou la Vallée de la Mort, où sont cachés des donjons. Le joueur doit également traverser plusieurs donjons, à l'instar des jeux Zelda, qu'il doit explorer de fond en comble avant d'affronter un boss, avant de pouvoir poursuivre dans l'aventure. Une fois les quatre donjons principaux terminés, le joueur peut avoir accès au dernier donjon, le château d'Hyrule.
Le titre tire également des éléments de gameplay issus de la franchise de Nintendo. Ainsi, les ennemis vaincus laissent à leur mort des rubis, la monnaie du jeu. Les énigmes, composante traditionnelle des jeux Zelda, font également leur apparition, et imposant au joueur d'obtenir certains objets, comme le bracelet de force, la bombe ou l'arc,, pour résoudre certains puzzles pour avancer dans l'intrigue. À l'instar des différents jeux de la franchise, le joueur peut également augmenter sa réserve de points de vie en ramassant des réceptacles de cœurs, obtenus après avoir vaincu un boss ou réussi une énigme. Les différents ennemis du jeu sont également tirés de la franchise Zelda. Le joueur peut ainsi affronter des Bokoblins, des Lynels ou différents ninjas.
Les différentes musiques sur lesquelles le joueur doit rester en rythme pour ne pas perdre de vie sont des musiques de la franchise Zelda, composées par Danny Baranowsky. Similairement, l'identité visuelle de plusieurs titres de la saga est reprise, notamment l'esthétique 16 bits des opus The Legend of Zelda: A Link to the Past ou The Legend of Zelda: The Minish Cap,.

## Développement

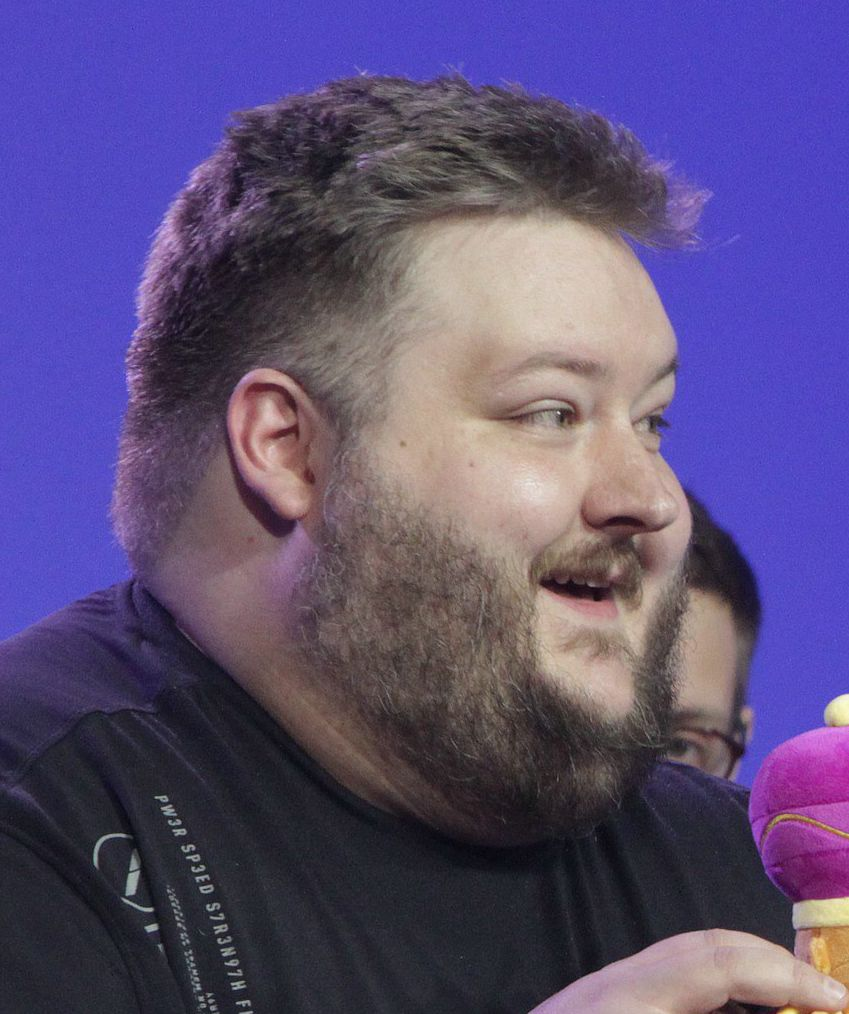
Danny Baranowsky, le compositeur du jeu, en 2016.

### Genèse du projet et équipe
Le concept de Cadence of Hyrule naît dès la fin du projet Crypt of the NecroDancer. Ryan Clarke, créateur du titre et membre du studio Brace Yourself Games, désire ajouter une exclusivité pour le portage du jeu sur Nintendo Switch, et se rapproche de Nintendo pour demander l'autorisation d'utiliser la franchise The Legend of Zelda, pour créer un contenu additionnel centré sur les personnages de Link et Zelda, exclusif à la version Switch de Crypt of the NecroDancer. La firme japonaise se montre très réceptive à cette idée, et propose de créer un véritable titre cross-over à part entière, ce qui dépasse les attentes de Clarke.

### Bande-son
C'est Danny Baranowsky, déjà connu pour son travail sur les jeux indépendants Super Meat Boy et The Binding of Isaac, a qui revient le rôle de composer la musique du jeu. Il est choisi pour son travail précédent déjà effectué sur Crypt of the NecroDancer, mais également pour ses différentes reprises de morceaux issus de la franchise Zelda, effectuées dans sa jeunesse.
Baranowsky est notamment chargé de remixer les différents thèmes musicaux de la franchise, et propose des réarrangements de morceaux présents dans plusieurs titres de la saga Zelda, comme le thème principal de la série, la musique du château d'Hyrule, ou celles des Bois Perdus. Chaque morceau est recomposé dans des genres musicaux différents, allant du lo-fi au métal en passant par la techno, et propose des variations différentes des thèmes originaux, au vu de l'importance du rythme dans le gameplay du jeu. Chaque morceau possède également différents arrangements, selon que le joueur ouvre le menu, met le jeu en pause, ou se déplace entre les différents niveaux.

## Commercialisation

### Annonce, aperçus et sortie initiale
Le jeu est dévoilé vers la fin du Nintendo Direct du 20 mars 2019 consacré aux jeux indépendants mis à disposition sur Nintendo Switch,. Si la date de sortie du titre n'est alors pas encore communiquée, elle l'est lors de l'édition 2019 de l'E3, pour juin 2019,.
Plusieurs images du jeu sont dévoilées, dévoilant le concept unique du titre basé autour du rythme, ainsi que plusieurs spécificités issues de la franchise Zelda,. Deux bande-annonces accompagnent ces annonces, dévoilant l'identité graphique du titre, ainsi que les différentes personnages jouables,.
Cadence of Hyrule sort le 13 juin 2019 dans toutes les régions du monde exclusivement sur le Nintendo eShop,.

### Contenus additionnels
Cadence of Hyrule se voit doté d'un contenu additionnel gratuit en décembre 2019, se concentrant sur le personnage d'Octavo. Basé sur l'antagoniste principal, cet ajout permet au joueur d'incarner Octavo, qui se déplace de manière similaire à Link, Zelda ou Cadence et attaque avec son luth magique. Ce chapitre se concentre sur le caractère d'Octavo, et les motivations de ce dernier à prendre le contrôle du royaume d'Hyrule,. En même temps que ce chapitre supplémentaire du mode « Histoire », un mode « Donjon » est ajouté au titre. Ce dernier est conçu avec l'optique de proposer un défi aux joueurs les plus chevronnés, forçant le joueur à affronter les ennemis les plus redoutables du jeu dans des arènes successives,. Pour obtenir l'accès à ses deux modes complémentaires, le joueur doit néanmoins finir le jeu une première fois.

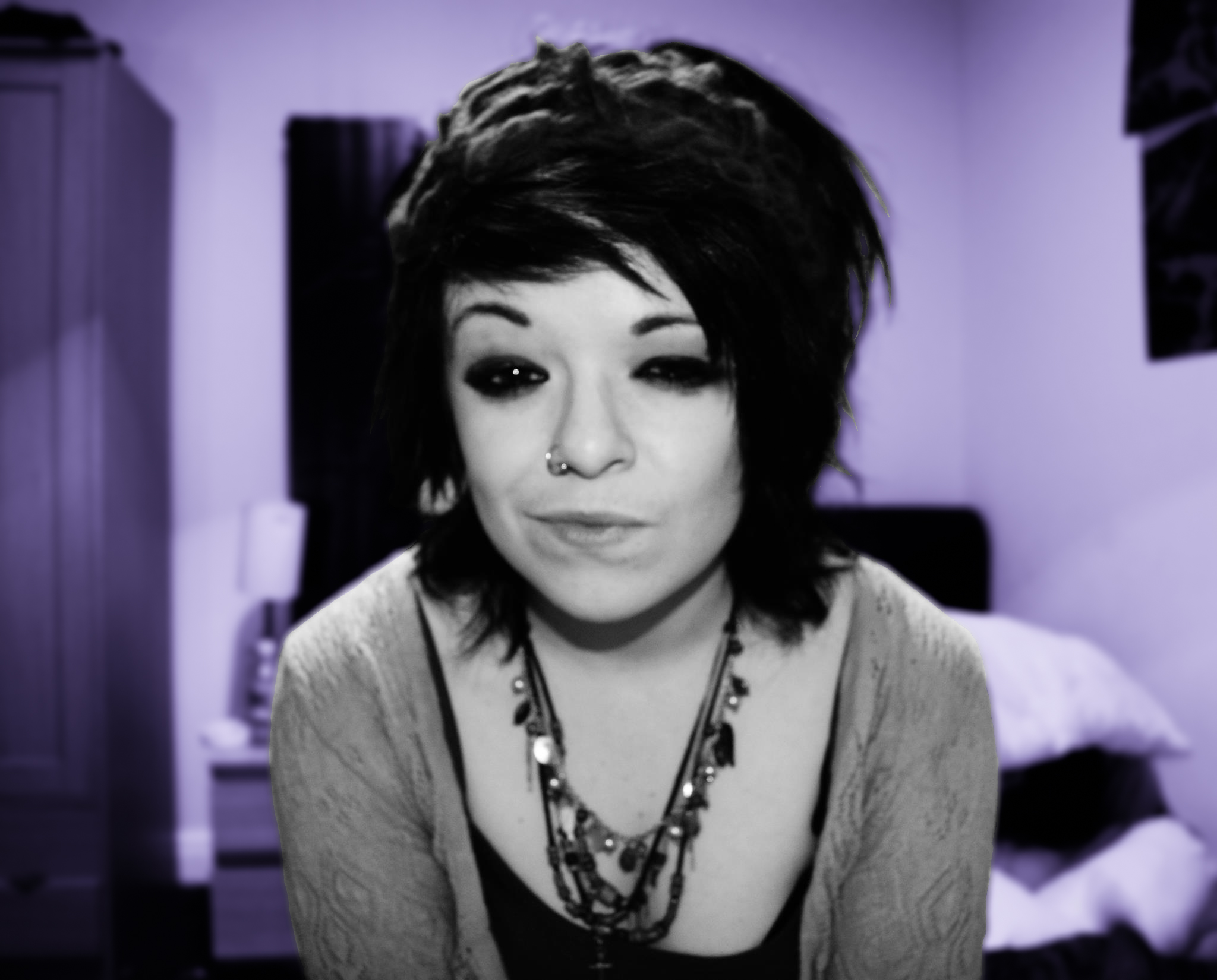
La compositrice Chipzel, responsable de plusieurs arrangements rendus disponibles par contenu additionnel.

En juillet 2020, trois autres contenus additionnels sont annoncés, cette fois sous condition d'achat,. Le premier ensemble de contenus supplémentaires, appelé « Nouveaux combattants », est disponible dès l'annonce et permet au joueur d'incarner cinq personnages supplémentaires : Impa, la nourrice et protectrice de Zelda, les versions maléfiques de Link et Zelda, ainsi que deux personnages issus de Crypt of the NecroDancer, Aria et Frederick,. Le second lot de DLC, intitulé « Mélodie », propose au joueur de nouveaux réarrangements des titres de la franchise Zelda sur lesquels le joueur peut se déplacer. Ces nouveaux réarrangement sont effectués par d'autres artistes musicaux spécialisés dans la bande-son de jeux vidéos : Chipzel, FamilyJules et A_Rival.
Pour le troisième ensemble de contenus téléchargeables, intitulé « Symphonie du masque », rajoute un nouveau chapitre au mode Histoire, centré autour du personnage de Skull Kid, personnage principal de l'opus The Legend of Zelda: Majora's Mask,. Le chapitre rajoute également de nouveaux donjons, de nouveaux ennemis et de nouvelles énigmes. Skull Kid possède plusieurs capacités et attaques, qui varient selon le masque qu'il porte,.
Le 23 octobre 2020, une version physique du jeu est mise en vente, version incluant l'intégralité des contenus téléchargeables disponibles.

## Accueil

### Critiques
Lors de sa sortie, le jeu est très bien accueilli par la presse spécialisée qui émet des commentaires positifs sur l'adaptation du gameplay de Crypt of the NecroDancer à l'univers Zelda, parfaitement retranscrit pour la plupart des critiques. Quelques bémols sont cependant signalés, en particulier la durée de vie, jugée un peu courte. En septembre 2024, le jeu obtient une note moyenne de 85 % sur l'agrégateur de notes Metacritic sur la base de 71 critiques.
Chris Carter, rédacteur en chef du site américain spécialisé dans les jeux vidéos Destructoid, évoque un jeu « proche de la perfection », vantant notamment le soin apporté aux musiques du titre. La rédaction du magazine spécialisé japonais Famitsu trouve que le mariage entre Crypt of the NecroDancer et la franchise Zelda est particulièrement réussi, et complimente les différentes réorchestrations musicales.

### Critiques des contenus additionnels

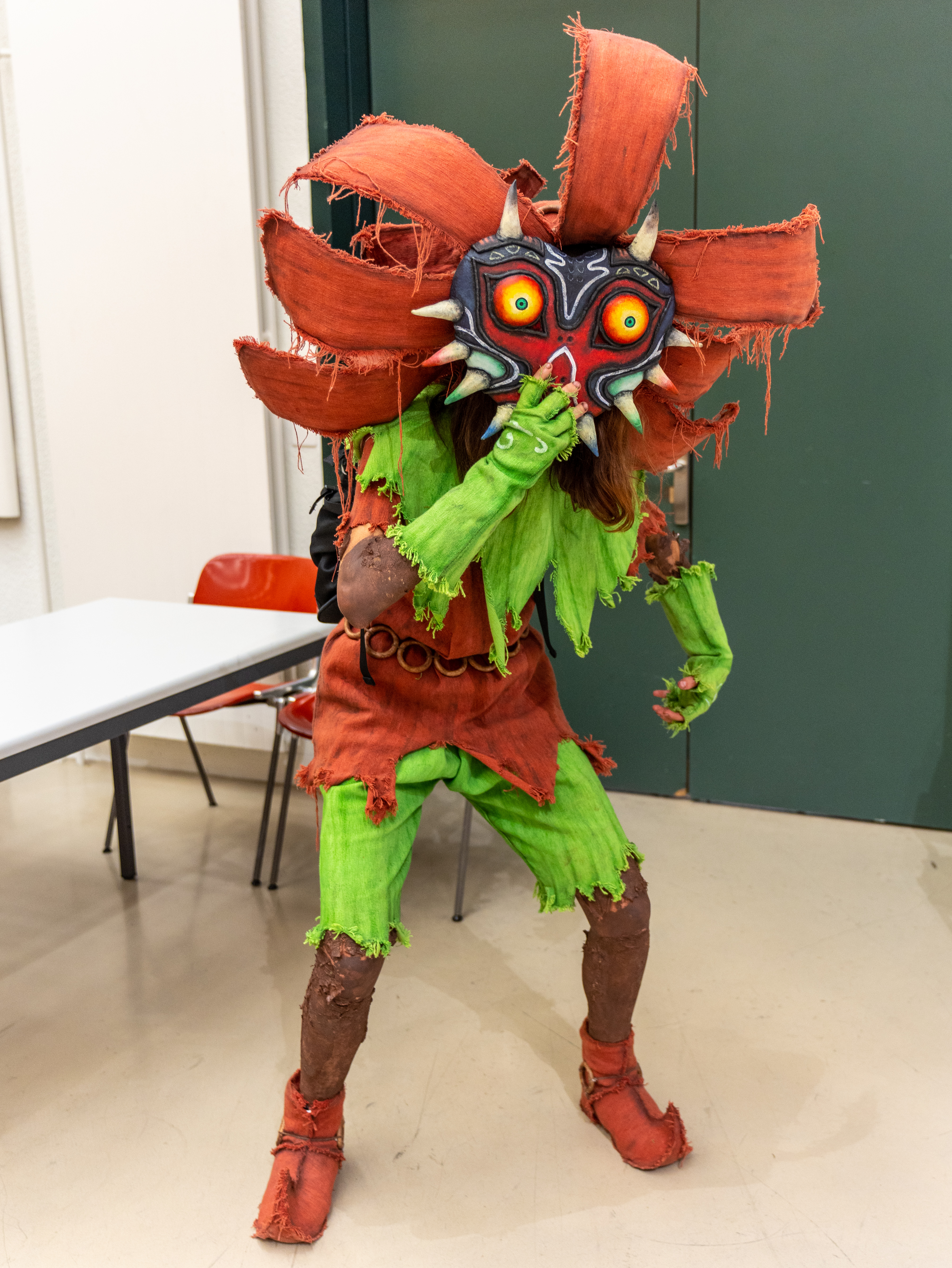
Le personnage de Skull Kid est ajouté lors de la deuxième vague de contenus téléchargeable.

Les contenus additionnels du titre font également l'objet de critiques positives de la part de la presse spécialisée, bien que suscitant moins d'enthousiasme que le jeu principal.
Le second lot de DLC, intitulé « Mélodie » et axé autour de l'ajout de nouvelles musiques, reçoit des compliments sur la qualité des nouveaux morceaux et sur le soin apporté par les compositeurs aux différents réarrangements musicaux des titres de la franchise, mais se voit également critiquer pour son prix excessif.
Le troisième pack de DLC, se concentrant sur le personnage de Skull Kid, est quant à lui considéré comme « très réussi » par la presse spécialisée, qui loue notamment la qualité du scénario ajouté. Josh Hawkins, journaliste pour le site spécialisé Shacknews, complimente notamment le choix des musiques ajoutées, correspondant parfaitement à l'ambiance recherchée, ainsi que l'ajout de la mécanique des différents masques, correspondant parfaitement au personnage de Skull Kid et apportant une variation bienvenue du gameplay. Hawkins trouve également que les nouvelles énigmes ajoutées, plus dures que celles du jeu de base, particulièrement réussies, concluant sa critique en estimant que « Symphonie du masque » est le meilleur contenu téléchargeable du titre.

### Ventes
Lors de sa première semaine d'exploitation, Cadence of Hyrule se hisse à la première place des téléchargements digitaux sur Nintendo Switch sur le marché nippon, devant les titres Yo-kai Watch 4 et Cuphead. Il obtient des résultats similaires en Europe, où il occupe la première place du classement des jeux les plus vendus sur le Nintendo eShop en juin 2019, devant Super Mario Maker 2, son prédécesseur Crypt of the NecroDancer et Hollow Knight.
La version physique du jeu, regroupant le titre et ses contenus additionnels, sortie le 23 octobre 2020, s'écoule à 1 539 copies au Japon lors de sa première semaine sur le marché, lui permettant de faire son entrée à la 24e place du classement, le seul nouveau titre à figurer dans ce classement.

### Récompenses
Cadence of Hyrule est nommé dans plusieurs cérémonies récompensant les différents arts interactifs. Il est notamment lauréat du prix du meilleur jeu musical lors de l'édition 2020 des NAVGTR Awards, ainsi que du prix du public de la dix-huitième édition des G.A.N.G. Awards. Il est également nommé dans plusieurs catégories lors des Golden Joystick Awards en 2019, notamment « Jeu Nintendo de l'année » et « Meilleure bande-son »,, une nomination qu'il reçoit également pour les Game Awards.
| Année | Cérémonie                   | Catégorie               | Résultats  | Référence |
| ----- | --------------------------- | ----------------------- | ---------- | --------- |
| 2019  | 2019 Golden Joystick Awards | Meilleur bande-son      | Nomination | ,         |
| 2019  | 2019 Golden Joystick Awards | Jeu Nintendo de l'année | Nomination | ,         |
| 2019  | The Game Awards 2019        | Meilleure bande-son     | Nomination | [ 70 ]    |
| 2020  | NAVGTR Awards               | Meilleur jeu musical    | Lauréat    | [ 66 ]    |
| 2020  | 18e G.A.N.G. Awards         | Prix du public          | Lauréat    | [ 67 ]    |